# 久保田敬一

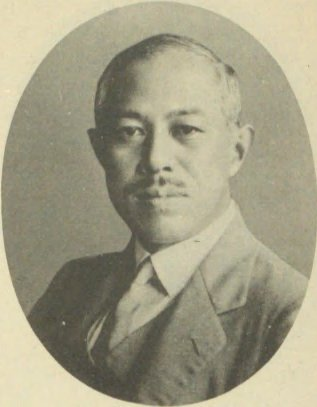
久保田敬一

久保田 敬一（くぼた けいいち、1881年（明治14年）4月13日 - 1976年（昭和51年）1月27日）は、日本の鉄道官僚。工学博士。貴族院男爵議員。

## 経歴
男爵・文部大臣久保田譲の長男として生まれ、1936年（昭和11年）に襲爵した。1905年（明治38年）、東京帝国大学工科大学土木工学科を卒業。アメリカ合衆国に留学し、鉄道・橋梁建築を学んだ。帰国後、鉄道院雇、同技師、東京建設事務所長、鉄道省建設局線路調査課長、同工事課長、名古屋鉄道局長、東京鉄道局長、鉄道省運輸局長、鉄道次官などを歴任した。運輸局長の時には外国産のバスに押されていたところ、国産バスの開発推進を菅健次郎に指示した。
1934年（昭和9年）に退官した後は、鉄道協会理事、大日本体育協会専務理事、東京オリンピック組織委員会事務局長などを務めた。
1938年（昭和13年）7月16日に補欠選挙で貴族院議員に選出され、公正会に所属し1947年（昭和22年）5月2日の貴族院廃止まで在任した。
1943年（昭和18年）には日本通運社長に就任した。その他、帝都高速度交通営団評議員などを務めた。
1947年（昭和22年）第1回参議院議員通常選挙に全国区から立候補したが落選した。墓所は染井霊園。

## 親族
- 広井勇 - 妻の父[1]。土木工学者。東京帝国大学教授。
- 久保田広 - 長男。工学博士となり東京大学教授を務めた[9]。

## 栄典
- 1940年（昭和15年）8月15日 - 紀元二千六百年祝典記念章[10]